# Oxira semipleta
Oxira semipleta là một loài bướm đêm trong họ Noctuidae.